# 卓春英
卓春英（1955年2月10日—），是臺灣社會工作、政治和教育界人物，民主進步黨黨籍，出生於高雄市。香港中文大學會福利研究所博士，東海大學社會工作研究所碩士，東海大學社會系學士；現任長榮大學社會工作學系副教授。曾任長榮大學學務長，行政院顧問兼行政院南部聯合服務中心執行長，行政院婦女權益促進委員會委員暨婦女權益促進發展基金會董事，臺灣省政府委員兼代理臺南市長，高雄縣副縣長。現任長榮大學社會工作學系副教授，臺灣南社理事長，臺灣社會工作專業人員協會理事。
2011年7月13日，卓春英獲民進黨提名為2012年中華民國立法委員選舉全國不分區立委排名第二十三位。

## 外部連結
- 東海大學第五屆傑出校友卓春英
- 行政院南部聯合服務中心歷任執行長卓春英女士簡介
- 長榮大學卓春英副教授
- 臺灣南方社會力聯盟理事長卓春英質疑馬總統政見跳票 （页面存档备份，存于）

| 中華民國政府職務 | 中華民國政府職務                                                | 中華民國政府職務 |
| ---------------- | --------------------------------------------------------------- | ---------------- |
| 台南市政府       |                                                                 |                  |
| 前任： 張燦鍙    | 台南市市長 代理 2001年4月18日－2001年5月22日                    | 繼任： 張燦鍙    |
| 行政院           |                                                                 |                  |
| 前任： 黃昭輝    | 行政院南部聯合服務中心執行長 第四任 2002年2月1日－2004年7月31日 | 繼任： 尤 宏     |